# ساموش‌تاتارفالوا
ساموش‌تاتارفالوا (به مجاری:  Szamostatárfalva) یک منطقهٔ مسکونی در مجارستان است که در سابولچ-ساتمار-برگ واقع شده‌است. ساموش‌تاتارفالوا ۴٫۵۰ کیلومتر مربع مساحت و ۳۰۹ نفر جمعیت دارد.